# イデアの水槽
『イデアの水槽』（イデアのすいそう）は、GRAPEVINEの6枚目のアルバムである。2003年12月3日にポニーキャニオンより発売された。

## 概要
- 前作『another sky』でベーシストの西原誠がジストニアのため脱退し、3人体制となってから初のアルバム。また、初のセルフ・プロデュース作品となった。
- 本作は、2003年6月に行われた東名阪ツアー「Club Circuit」で新曲を披露しつつレコーディングが行われた[1]。田中もインタビューの中でライブからの影響の大きさを指摘しており[1]、後述する再発盤の帯にも「現在のライブパフォーマンスの原点」と書かれている。また、田中は「前作と比べるとより攻撃的な面が出たかなと思う」ともコメントしている。
- 本作からサポートメンバーとして、2001年の「Whitewood」ツアーで西原の代役を務めた金戸覚が参加している。
- アルバムのジャケット写真は利根川で撮影された。
- タイトルに冠された『イデア』はプラトンが提唱したイデア論から来ていると当時のBARKSのインタビューで語っている。
- 本作では全12曲中10曲の作曲を亀井が手がけている。また、西川の楽曲が収録されない初のアルバムとなった。
- 後に『From a smalltown』の発売日である2007年3月7日に低価格・限定盤として再発された。

## 収録曲
特に表記のないものに関しては、作詞：田中和将/作曲：亀井亨
1. 豚の皿
ライブでの定番曲。ラストの方で田中が言っている言葉は「BSEが気になりだす」である。ライブでは、「BSE」の部分に会場の地名や対バン相手の名前などが入ることがある。
『Best of GRAPEVINE 1997-2012』ファン投票9位（中間結果7位）。
2. シスター
3. ぼくらなら
15thシングル。
4. ミスフライハイ
5. 11%Mistake
作詞/作曲：田中和将
前半部分でファルセットが使われている。
6. SEA
バンドの楽曲の中で最長（7分15秒）の曲である。
7. Good bye my world
8. suffer the child
9. アンチ・ハレルヤ
キーボードが前面に出た曲。
歌詞にある「憧れてたハワイ旅行の～」の「ハワイ」の部分は、実際には「ワイハ」と歌われている。ライブでは会場の地名が入ることが多い。
10. 会いにいく
14thシングル。
日本テレビ『TVおじゃマンボウ』エンディングテーマ。
11. 公園まで
12. 鳩
作詞/作曲：田中和将

- 編曲：GRAPEVINE、高野勲、金戸覚（#3のみ編曲：高野勲）